# Małopolskie Centrum Biotechnologii
Małopolskie Centrum Biotechnologii (MCB) – interdyscyplinarny ośrodek badawczy, koncentrujący się na prowadzeniu innowacyjnych badań z zakresu nauk biologicznych i medycznych.
W założeniu ma łączyć kierunki i wyniki badań naukowych z praktycznym ich wdrożeniem w gospodarce. 

## Struktura i działalność
W skład Małopolskiego Centrum Biotechnologii wchodzi 6 ośrodków badawczych i 5 niezależnych laboratoriów 
badawczych:
1. grupa prof. Holaka
2. grupa prof. Dulaka
3. grupa prof. Potempy
4. grupa prof. Tadeusza Sarny
5. laboratorium MPG

Małopolskie Centrum Biotechnologii położone jest w obrębie III Kampusu Uniwersytetu Jagiellońskiego, w Krakowie, przy ulicy Gronostajowej 7a.
Centrum prowadzi badania w obrębie następujących dziedzin:
- biotechnologia,
- choroby zakaźne,
- bezpieczeństwo żywności,
- biologia strukturalna,
- nutrigenomika,
- neurobiologia,
- bioinformatyka.

W skład Centrum wchodzą:
- Bank Komórek
- Bioinformatyka
- Grupa badawcza Krystalografii Białek
- Grupa badawcza Maxa Plancka
- Grupa badawcza Neuroobrazowania
- Interakcji roślin z mikroorganizmami
- Laboratorium Badań Genetycznych i Nutrigenomiki
- Laboratorium Bezpieczeństwa Żywności
- Laboratorium Biologii Rozwoju
- Laboratorium Biologii Molekularnej Roślin
- Laboratorium Biologii Rozwoju
- Laboratorium Biomarkerów Krążących i Mikropęcherzyków
- Laboratorium Biomateriałów i Komórek Macierzystych
- Laboratorium Bionanonauki i Biochemii
- Laboratorium Biotechnologii Komórek Macierzystych
- Laboratorium Fotobiologii
- Laboratorium Mikrokalorymetrii
- Laboratorium Proteomiki i Spektrometrii Mas
- Laboratorium Przeciwciał Monoklonalnych
- Laboratorium Wirusologii BSL3 – Virogenetics
- Laboratorium ds. Badań nad Zmiennością Genomu Ludzkiego
- Międzynarodowe Laboratorium Stowarzyszone
- Pracownia Proteolizy i Modyfikacji Posttranslacyjnej Białek

Małopolskie Centrum Biotechnologii nawiązało współpracę z zagranicznymi instytucjami naukowo-badawczymi, do których należą:
- Towarzystwo Maxa Plancka,
- Centre national de la recherche scientifique (CNRS),
- Uniwersytet Kiotyjski.

Niektóre z badań i ich zastosowań: 
- hodowla komórek skóry dla celów terapeutycznych, z wykorzystaniem w przeszczepach autologicznych,
- metody bioremediacji z zastosowaniem mikroorganizmów glebowych,
- nutrigenomika.

## Historia
W 2004 r. w wyniku współpracy Uniwersytetu Jagiellońskiego i Akademii Rolniczej w Krakowie powstał pierwotny projekt utworzenia międzyuczelnianej jednostki badawczej o nazwie Małopolskie Centrum Biotechnologii. Oficjalne otwarcie centrum miało miejsce 13 maja 2014 r. i towarzyszyło jubileuszowi 650-lecia utworzenia Akademii Krakowskiej.
Po uzyskaniu wsparcia finansowego z Unii Europejskiej w ramach Projektu Operacyjnego Innowacyjna Gospodarka, łączny koszt budowy Centrum wyniósł 25 milionów euro. 
W pobliżu Centrum znajdują się:
- Krakowski Park Technologiczny (specjalna strefa ekonomiczna)
- Life Science Park
- Wydział Biochemii, Biofizyki i Biotechnologii Uniwersytetu Jagiellońskiego
- Instytut Nauk o Środowisku (Wydział Biologii)
- Instytut Geografii i Gospodarki Przestrzennej (Wydział Geografii i Geologii)

## Kierownictwo MCB[3]

### Dyrekcja
- dr Danuta Earnshaw –  dyrektor
- prof. dr hab. Wojciech Branicki – zastępca dyrektora ds. ogólnych
- dr Sebastian Glatt – zastępca dyrektora ds. naukowych
- mgr Katarzyna Maziarka – zastępca dyrektora ds. finansowo-administracyjnych

### Rada
- dr hab. Danuta Earnshaw zd Mossakowska, prof. UJ – przewodnicząca
- prof. dr hab. Kazimierz Strzałka
- prof. dr hab. Wojciech Branicki – zastępca przewodniczącego
- prof. dr hab. Stanisław Kistryn
- prof. dr hab. Grażyna Ptak
- prof. dr hab. Krzysztof Pyrć
- mgr Teresa Kapcia
- dr hab. Jonathan Heddle, prof. UJ
- dr hab. Grzegorz Dubin, prof. UJ
- dr Sebastian Glatt
- dr inż. Roman Jędrzejczyk
- dr Paweł Łabaj
- dr hab. Piotr Rozpądek
- mgr Karolina Majsterkiewicz
- mgr Katarzyna Maziarka
- mgr Kinga Wróbel